# ミハイル・クトゥーゾフ (軽巡洋艦)
ミハイル・クトゥーゾフ(ロシア語:Михаил Кутузовミハイール・クトゥーザフ)は、ソ連で建造されたスヴェルドロフ級巡洋艦(Легкий крейсер)である。艦名は、ナポレオン戦争で名を馳せたミハイル・クトゥーゾフ将軍を讃えたもの。ロシアの有名な記念艦である。

## 概要

### 建造
ミハイル・クトゥーゾフは、68-bis号計画型軽巡洋艦の12番艦として計画された。1951年2月23日にニコラーエフのI・I・ノセーンコ記念第444造船工場(現在の黒海造船工場)で起工、翌1952年11月29日には進水、1954年12月30日には竣工した。1955年1月31日付けで、ソ連海軍黒海艦隊に配備された。
ミハイル・クトゥーゾフは、冷戦期に地中海および大西洋で実戦任務を遂行した最初の艦となった。現役時代を通じ、15 回の長距離航海を行うこととなった。

### 親善訪問
ミハイル・クトゥーゾフは、ヴラジーミル・カサトーノフ黒海艦隊司令官の指揮の下、駆逐艦ベズコリーズネンヌイとベススメーンヌイとともに艦隊を形成し、1956年5月31日から6月10日にかけてユーゴスラヴィアのスプリト、アルバニアのドゥラスを歴訪した。1957年8月30日から9月3日にかけては、同じ艦隊でドルラスを再訪した。
1962年には、ヴラジーミル・ヴィソツキーも出演した映画『Увольнение на берег』の撮影がミハイル・クトゥーゾフの艦上で行われた。1964年6月18日から25日にかけては、カサトーノフ後任のセラフィム・チュルシン指揮の下、大型対潜艦コムソモーレツ・ウクライーヌィとソオブラジーテリヌイと艦隊を組み、スプリトとドゥブロヴニクを訪問した。同年8月2日から13日にかけては、艦隊司令官主席代理V・F・チャールィイの指揮下、駆逐艦ナポーリストィイとともにブルガリアのヴァルナを訪問した。同年8月30日から9月3日にかけては、ミハイル・クトゥーゾフはスプリトを再訪した。

### 実戦
1960年代後半には、中東戦争に関連する実戦任務に就いた。第三次中東戦争の最中である1967年6月1日から31日にかけてと、消耗戦争の最中となる1968年8月1日から12月31日にかけては、エジプトに対する軍事支援任務を遂行した。1970年3月1日から7月31日にかけては、シリアに対する軍事支援任務を遂行した。

### 晩年
1986年から1989年の間には、68-A号計画による近代化改修工事を受けた。これにより、ミハイル・クトゥーゾフには新しい高角機関砲コンプレックスAK-230と新しい電子装備が艤装された。
1992年7月3日には海軍を退役した。予備役に入れられたミハイル・クトゥーゾフは、保管艦としてセヴァストーポリに繋留された。その将来は、解体して売却利益を得るか、博物館として保存するかの間で揺れた。

### 保存艦へ
結局、解体しても大して利益が出ないことに加え、ミハイル・クトゥーゾフの所有権の移ったロシアの経済状況の悪化で解体の実現が遅れた。こうしたことから、1994年までにはミハイル・クトゥーゾフはロシアに残る最後の火砲巡洋艦となった。この年には退役軍人らがミハイル・クトゥーゾフを保存するよう要望書を提出した。こうした活発な運動もあり、1996年にはミハイル・クトゥーゾフを保存する方向で有効活用方法を検討する方針が決定された。艦には、愛国教育に役立てる博物館とするための改修工事が施行されることとなった。2001年8月23日から25日にかけてノヴォロシースクへ曳航され、2002年7月28日に博物館艦として一般公開が始まった。